# Clearlake Oaks
Clearlake Oaks (auparavant Stubb et Clear Lake Oaks) est une census-designated place située dans le comté de Lake, dans l’État de Californie, aux États-Unis. Sa population s’élevait à 2 359 habitants lors du recensement de 2010.

## Démographie
| 2000  | 2010  | - | - | - | - |
| ----- | ----- | - | - | - | - |
| 2 346 | 2 359 | - | - | - | - |

## Source
- (en) Cet article est partiellement ou en totalité issu de l’article de Wikipédia en anglais intitulé « Clearlake Oaks, California » (voir la liste des auteurs).